# 28 Bellona
Bellona /bɛˈloʊnə/ (định danh hành tinh vi hình: 28 Bellona) là một tiểu hành tinh lớn ở vành đai chính do nhà thiên văn học người Đức Karl T. R. Luther phát hiện ngày 1 tháng 3 năm 1854, và được đặt theo tên Bellona, nữ thần chiến tranh trong thần thoại La Mã. Tên này được chọn để đánh dấu việc bắt đầu cuộc chiến tranh Krym.